# Lichtenwald
Lichtenwald là một thị xã ở huyện Esslingen trong bang Baden-Württemberg ở phía nam nước Đức. Đô thị Lichtenwald có diện tích 10,81 km².